# Sierspeld van Tara
De sierspeld van Tara of "Tara"-fibula (Engels: Tara Brooch) is een Keltische fibula of sierspeld van brons, zilver en goud uit omstreeks 700. Omdat de fibula niet in of bij de heuvel van Tara, maar op een strand bij Bettystown werd gevonden, wordt de plaatsnaam in wetenschappelijke publicaties vaak tussen aanhalingstekens gezet. De sierspeld is een van de belangrijkste Keltische fibula's van de ruim vijftig die zijn ontdekt en een indrukwekkend voorbeeld van siersmeedwerk uit het vroeg-christelijke Ierland. Ze behoort tot de collectie van het National Museum of Ireland in Dublin.

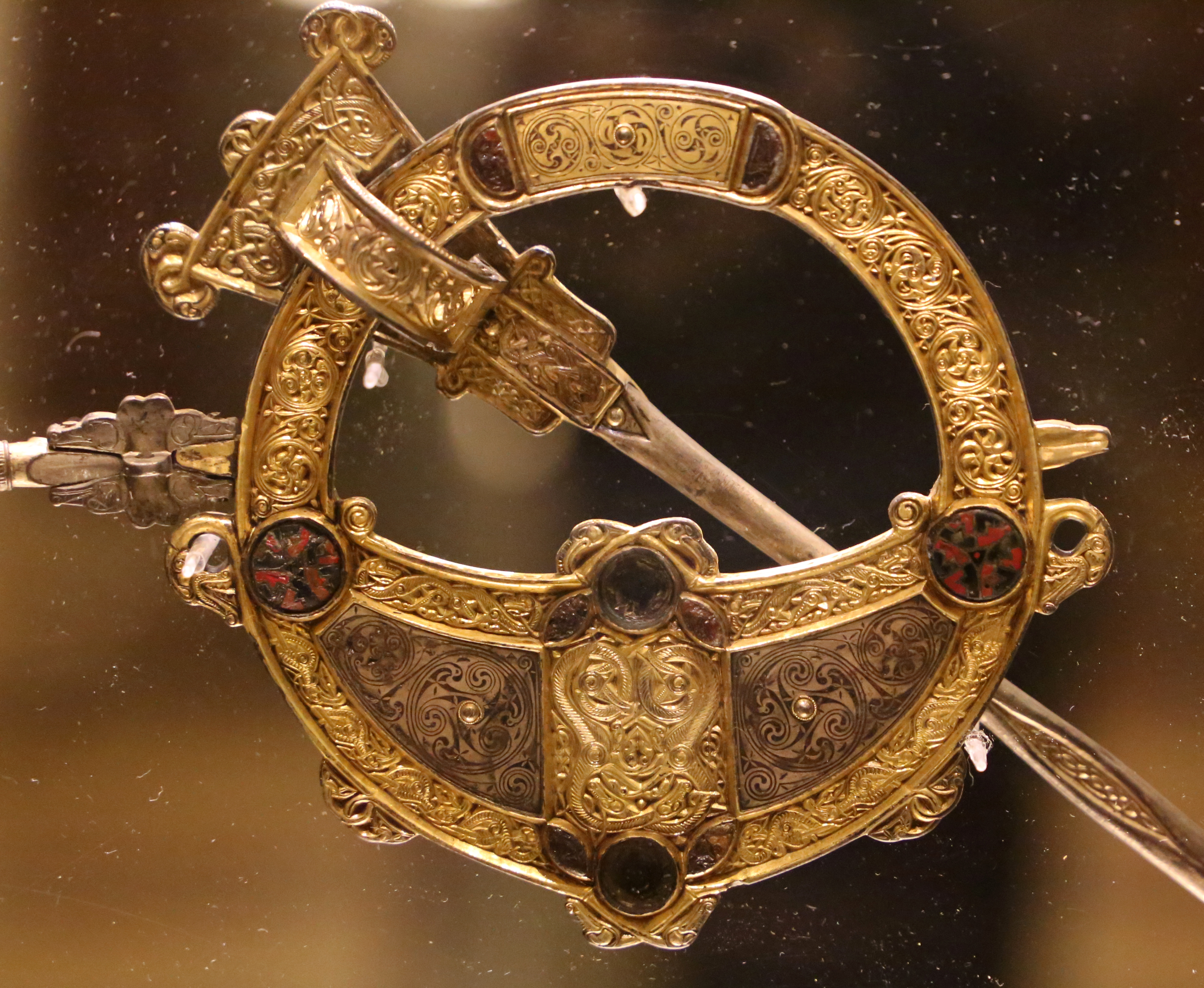
Achterzijde van de fibula